# Геклен
Геклен (фр. île du Guesclin) — острів біля узбережжя Бретані в протоці Ла-Манш, входить до складу департаменту Іль і Вілен, Франція. Острів розташований недалеко від прибережного містечка Сен-Кулом, і під час відпливів стає доступний з суходолу. Довгий час острів був важливим опорним стратегічним пунктом в обороні Бретані, тепер про військове минуле острова нагадують лише руїни форту Геклен (фр. Fort du Guesclin). 

## Історія острова
- Перша будівля на острові була споруджена 1206 року за наказом місцевого конетабля — це був донжон, оточений стіною та трьома вежами, висота стін в деяких місцях досягала 33 метрів.
- 1757 року старий замок було знесено, а на його місці під керівництвом військового інженера де Вобана були побудовані сучасніші укріплення.
- 1826 року острів остаточно втратив своє військово-стратегічне значення і був проданий цивільному населенню з аукціону.
- 1942 року окупований німецькими військами.
- 1944 року після Нормандської операції повертається цивільному населенню, зокрема, острів переходить у володіння мера містечка Сан-Серван.
- 1959 року острів купує співак Лео Ферре, і живе на ньому до 1968 року.
- 1996 року, після тривалого поділу майна, спадкоємці Лео Ферре продають острів.

## Галерея

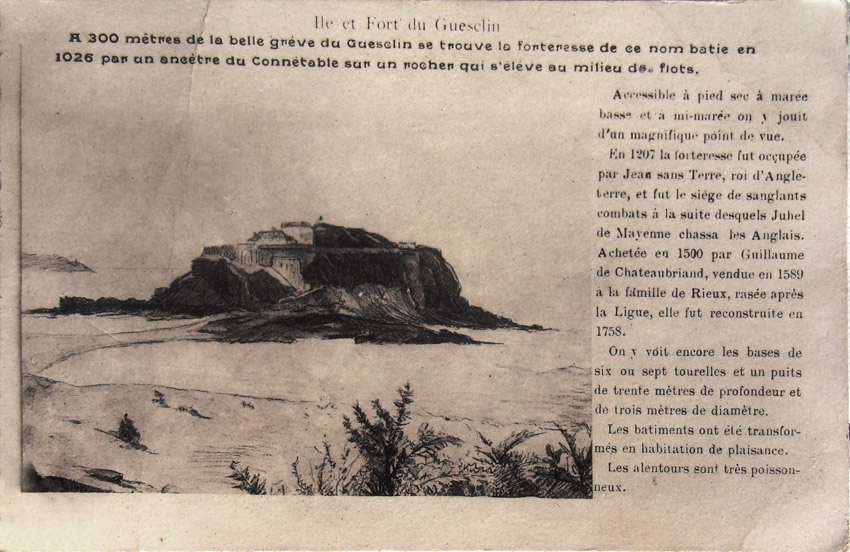
Поштова листівка XIX століття з видом на форт Геклен
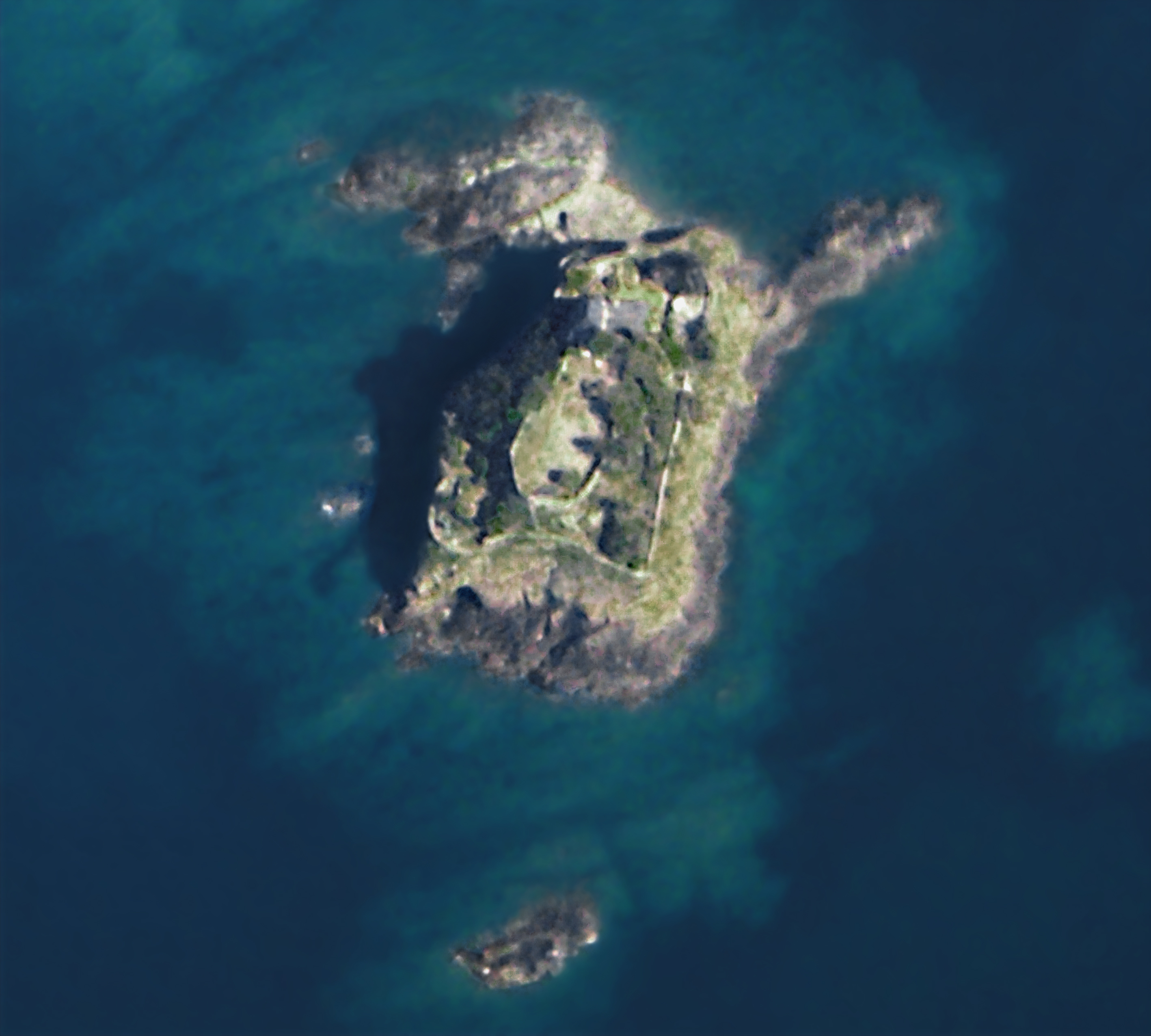
Вид на острів з літака.
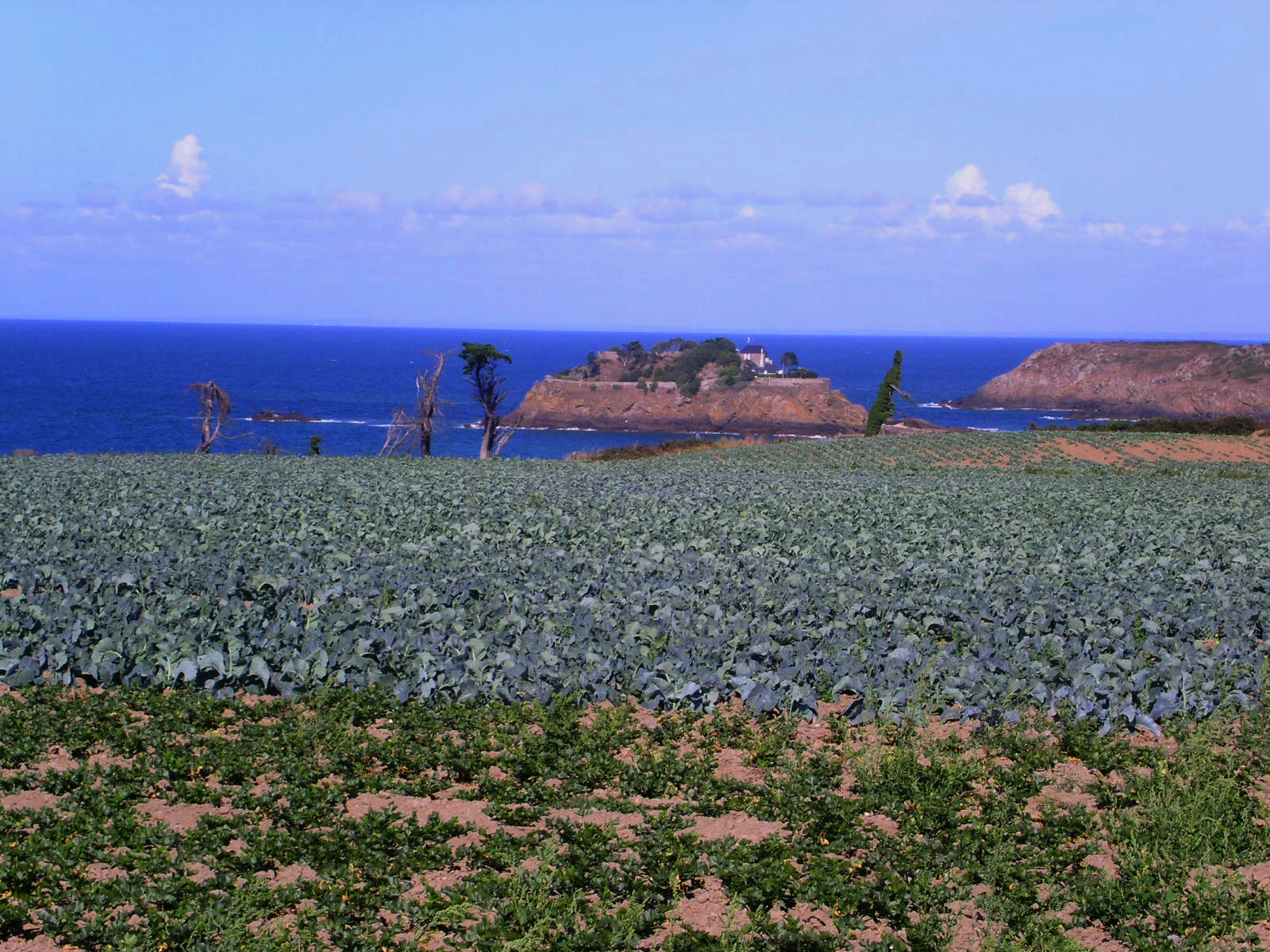
Вид на острів з узбережжя.